# Andy Palacio
Andy Palacio (Barranco, 2. prosinca 1960. – 19. siječnja 2008.) - glazbenik iz Belizea. Njegov predani rad bio je usmjeren na očuvanje jezika i kulture naroda Garifuna u obliku glazbe.
Kao mladić bio je u Nikaragvi, gdje su ga privlačili ideali nikaragvanske revolucije. Vrativši se kući, počeo je djelovati kao glazbenik izvodeći tradicionalnu Garifuna glazbu s jazz i rock 'n' roll elementima. Godine 1987., boraveći u Engleskoj naučio je kako profesionalizirati svoju glazbu. Vrativši se u Belize posvetio se snimanju, dokumentiranju, očuvanju i distribuiranju izvorne glazbe Belizea. Promovirao ju je na raznim karipskim glazbenim festivalima. 
Godine 2007., izdao je svoj najznačajniji album "Wátina", koji je postao međunarodno poznat. Za njega je dobio mnoge pohvale i pozornost svjetske javnosti usmjerio je na kulturu naroda Garifuna. Zajedno s Ivanom Duran, dobio je nagradu WOMEX. Osim toga, Palacio je imenovan UNESCO-ovim veleposlanikom mira.
Preminuo je u siječnju 2008. od posljedica moždanog i srčanog udara.

## Diskografija
- Greatest Hits (1979.)
- Keimoun (beat on) (1995.)
- Til Da Mawnin (1997.)
- Wátina (2007.)